# Benedetto da San Fratello
Benedetto Manasseri, conosciuto come San Benedetto il Moro,  San Benedetto da San Fratello e San Benito de Palermo (San Fratello, 1524 circa – Palermo, 4 aprile 1589), è stato un religioso italiano.
Nel 1652 fu eletto dal Senato di Palermo tra i santi patroni della città siciliana e nel 1807 fu canonizzato dopo un lunghissimo processo. Ad oggi l'unica Parrocchia in Europa a portare il suo nome è la Parrocchia  "San Benedetto il Moro" in Acquedolci (Sicilia) paese del quale è santo patrono. San Benedetto il Moro è protettore di San Fratello ed è uno dei santi patroni della Diocesi di Patti.
Viene invocato come intercessore dei Migranti, come protettore delle gravidanze difficili, dei discriminati e come patrono in caso di siccità e carestia del bestiame. E' patrono degli Allevatori e dei Jazzisti.

## Biografia

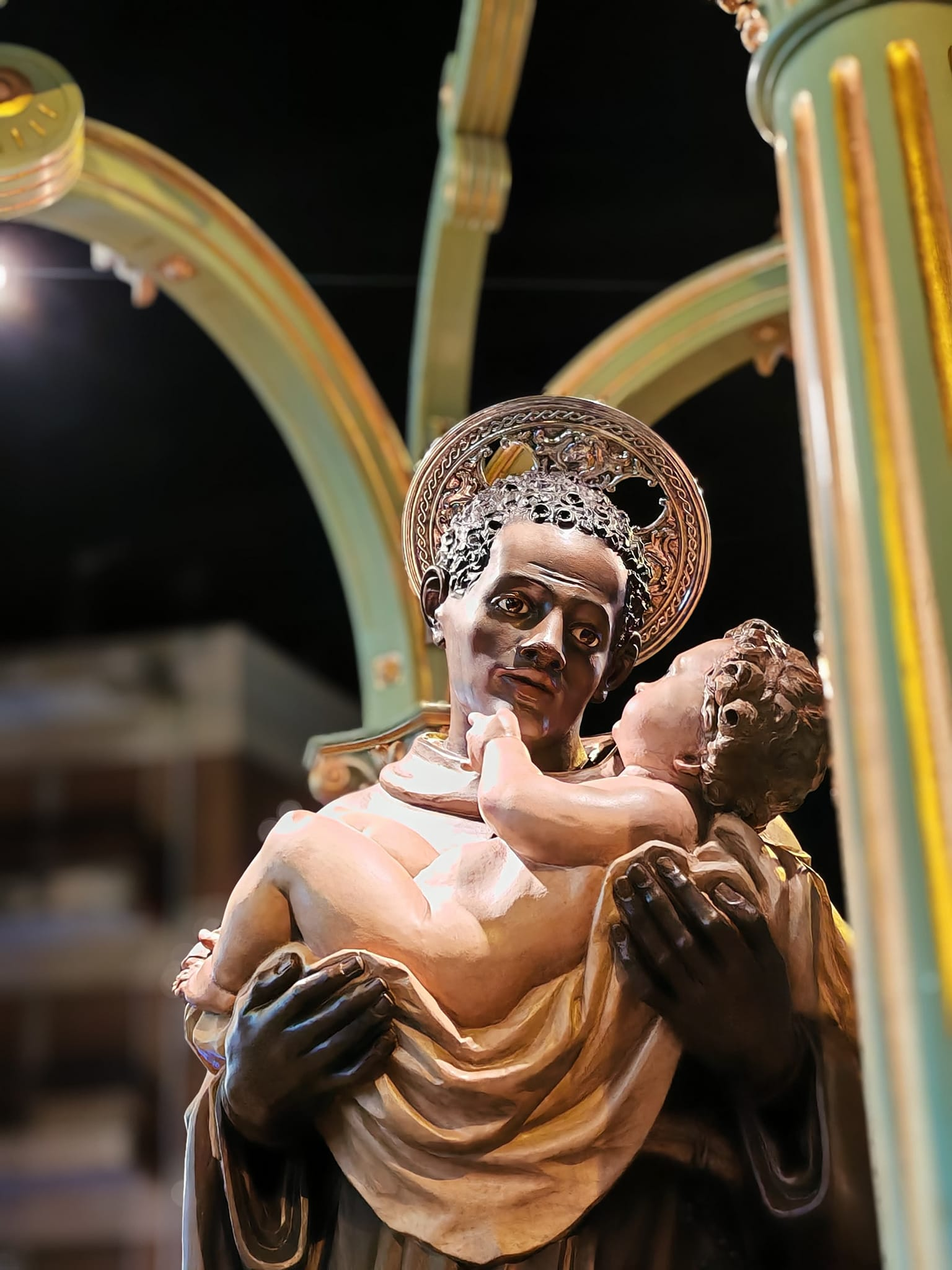
Statua di San Benedetto il Moro venerata ad Acquedolci. Dono del comm. Calogero Catania

Benedetto Manasseri nacque in un giorno imprecisato del 1524 da una famiglia di schiavi di colore (Cristoforo Manasseri e Diana Larcan), condotti dall'Africa (Etiopia?)  nel feudo di San Fratello e Acquedolci in provincia di Messina.
Nacque libero per concessione del padrone Vincenzo Manasseri che aveva promesso alla schiava Diana Larcan che il primogenito figlio della coppia sarebbe nato in condizione di uomo libero.  Benedetto ebbe un fratello di nome Marco e due sorelle, Baldassara e Fradella, tutti minori di lui.
Sin da piccolo fu mite, riservato e desideroso di solitudine . Spesso dedito alla preghiera ed alla penitenza, trascorreva le sue giornate tra i boschi e le vallate con i propri animali. A diciotto anni lasciò la casa di famiglia lavorando per conto proprio. Con i risparmi cominciò ad aiutare i poveri. Irriso e maltrattato dai coetanei per il colore della sua pelle e per la sua bontà, fu oggetto secondo i racconti di un pestaggio ad opera dei coetanei che lo percossero e lo colpirono a pietrate. Benedetto venne però soccorso da un eremita di nome Gerolamo Lanza, nobiluomo di San Marco d'Alunzio. Dopo l'incontro con Gerolamo, che medicò le sue ferite e lo incoraggiò a seguire la vita eremitica, a ventuno anni vendette ogni cosa e donò tutto ai poveri, abbandonò il suo paese natio ed entrò nell'eremo di Santa Domenica, a Caronia. Ben presto dovette però lasciarlo insieme a Gerolamo a causa del continuo viavai di gente che veniva per chiedere miracoli al frate. Benedetto e Girolamo si recarono perciò prima alla Platanella e poi alla Mancusa, tra Partinico, Giardinello e Carini, ma anche in questi luoghi accorrevano numerosi fedeli e, pertanto, i due cercarono di nascondersi sul monte Pellegrino, presso Palermo. Per un anno e otto mesi circa Benedetto andò presso il santuario della Madonna della Dayna, a Marineo, ma successivamente tornò sul monte Pellegrino.
Non ci sono ulteriori notizie circa, Girolamo Lanza che, probabilmente, fece ritorno al proprio paese. Si sa che Benedetto venne scelto superiore dai confratelli eremiti, nonostante il suo analfabetismo.
Nel 1562 Papa Pio IV cancellò la comunità e i confratelli dovettero cercare ospitalità in altri conventi.
Dopo essersi recato nella Cattedrale di Palermo, in seguito a ripetute estasi che ebbe innanzi all'altare della Madonna delle Grazie, Benedetto scelse l'ordine dei Frati minori riformati, e fu inviato dapprima al convento di S. Anna di Giuliana, dove rimase quattro anni, poi al convento di Santa Maria di Gesù (Palermo) di Palermo, dove rimase fino alla morte.
Inizialmente fu umile cuoco, poi divenne superiore del convento nel 1578, successivamente fu maestro dei novizi e infine tornò a fare il cuoco.
Secondo la tradizione compì numerosi miracoli; ebbe fama di santità anche da vivo, tanto che molti ecclesiastici e teologi, e addirittura il viceré, si affidavano al suo consiglio prima di prendere decisioni importanti. Secondo i racconti si recava nei quartieri poveri e malfamati del centro città per fare la beneficenza, offrendo tutto quello che riusciva a mettere da parte nel Refettorio e nella cucina del Convento. Per questo motivo il popolo lo cominciò a considerare santo durante la sua vita.
Nel mese di febbraio del 1589, frà Benedetto fu colpito da una grave malattia e di lì a poco morì, il 4 aprile del 1589, presso il convento francescano di Santa Maria di Gesù in fama di santità. La prima biografia venne redatta dall'amico Giovanni Domenico Rubbiano al quale si deve la raccolta e l'annotazione del materiale che venne acquisito per l'avvio dei processi canonici di beatificazione.

## Culto

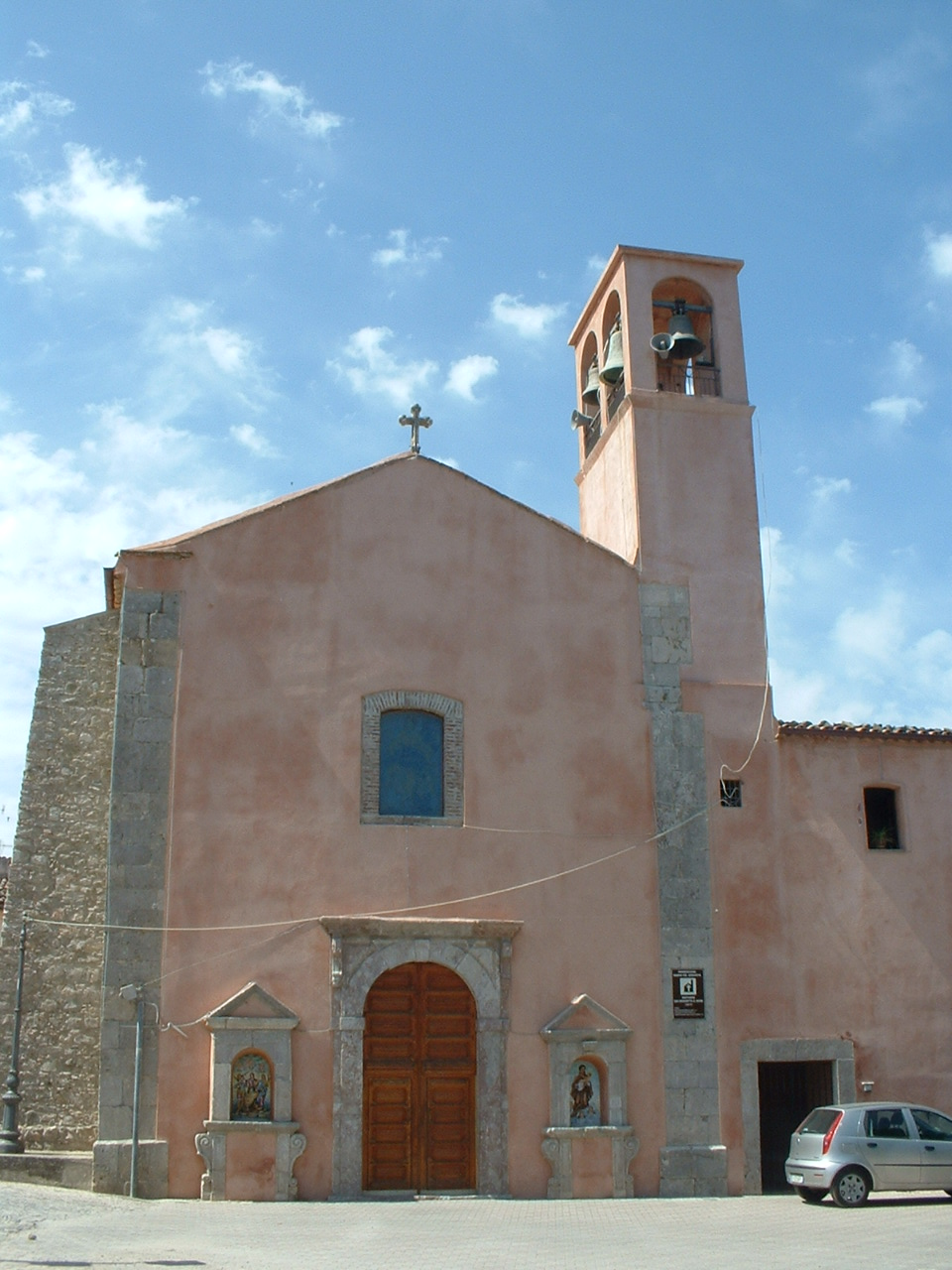
Il convento di San Benedetto Moro a San Fratello

Il culto, iniziato mentre era ancora in vita, soprattutto nei quartieri  popolari della Città di Palermo, si diffuse maggiormente dopo la morte anche se inizialmente in forma non ufficiale, dato che la beatificazione avvenne solo alla metà del Settecento. La prima reliquia venne concessa il 7 agosto 1600 da frà Antonino da Randazzo, all'epoca Provinciale dei  Frati Minori, ad Aldonza Larcan moglie di Don Giovanni Soto e baronessa del feudo di San Fratello e Acquedolci, al momento della reinvestitura del feudo dopo la morte dell'imperatore Filippo II di Spagna e la successione a Filippo III di Spagna.  Aldonza che si dichiara  "cugina di Frà Benedetto" , fece realizzare un busto del santo  con la reliquia incastonata nel petto "per la gran devottione et affetto  che portava  al Beato  Benedetto che in questa terra nacque" (Paradiso Serafico P. Tognoletto cit.  parte II p.81)  e fece fondare il Convento di Santa Maria di Gesù a  San Fratello. Numerosissimi i miracoli registrati durante i processi canonici che si svolgono tra Palermo  e  San Fratello tra maggio e agosto 1620 e ancora nel 1625-26.  
Il 24 aprile 1652 il Senato Palermitano, prendendo atto della venerazione popolare e della richiesta di Filippo III, Re di Spagna per la canonizzazione di Benedetto, emanava un decreto a firma del Maestro Notaio Leonardo De Lo Presti. Così si legge nel documento: "Pertanto il Senato Palermitano elegge e nomina particolare intercessore il predetto Beato e decreta sia riportato nel numero dei Patroni di questa città, come di fatto, in vigore di questo atto, lo stesso Senato elegge e nomina il medesimo Beato Patrono e Intercessore". E' un fatto inedito per il Diritto Canonico, alla luce del fatto che l'autorità civile riconosce la santità di frà Benedetto addirittura un secolo prima dell' autorità canonica.  
Il 15 maggio del 1743 il pontefice Benedetto XIV lo beatificò rendendone possibile il culto. Nel 1777 fu riconosciuta, dalla Congregazione dei Riti, l’eroicità delle sue virtù e nel 1790 la veridicità dei miracoli compiuti. Benedetto viene canonizzato il 24 maggio 1807 da Papa Pio VII con la bolla Civitatem Sanctam. L'unica Parrocchia in Europa, dedicata nel marzo 1938 a San Benedetto il Moro, si trova ad Acquedolci in Provincia di Messina.  
Il corpo del santo, conservatosi incorrotto per oltre quattro secoli, era custodito nella chiesa della borgata di Santa Maria di Gesù, a Palermo. È andato quasi totalmente distrutto nell'incendio che il 25 luglio 2023 ha interessato la chiesa. Reliquie insigni del santo si conservano oggi, oltre che a Palermo, nel suo paese natio San Fratello e ad Acquedolci, comune del quale è patrono. Ad Acquedolci si trova il Castello dei Larcan, dove probabilmente la madre di San Benedetto viveva da schiava , prima di essere ceduta al Manasseri.
A novembre del 2013 fu inaugurato dal Comune di Palermo e dall'Assessorato dei Beni Culturali il "Giardino di San Benedetto il Moro" presso il Convento di Santa Maria di Gesù sul Monte Grifone, dove si trova ancora oggi il "cipresso di San Benedetto il Moro". Deve questo appellativo ad una leggenda che vuole che il santo durante il suo eremitaggio in questo luogo piantasse il suo bastone nel terreno e da questi nascesse un albero che si tramutò nel prodigio che osserviamo oggi. L'albero ha una forma conico-piramidale la cui sommità è irregolare a causa di fenomeni atmosferici; è un autentico albero monumentale che ha superato i quattro secoli di vita ed è anche tra i più antichi della città.
Anche in Sardegna San Benedetto è venerato nell'antico convento di San Pietro in Silki, dove è conservato un suo simulacro settecentesco (forse unico nell'Isola). Il culto è vivo anche in Spagna e soprattutto in Sudamerica, dove viene riconosciuto come santo protettore delle persone di colore.

### Celebrazioni in Sicilia, Acquedolci, San Fratello e Palermo
In Sicilia il santo viene festeggiato solennemente in giorni differenti a seconda della città che lo celebra. In particolare a Palermo la sua festa cade il 4 aprile, giorno della sua morte e nell’ultima domenica di giugno. Il paese di San Fratello celebra San Benedetto il 17 settembre mentre ad Acquedolci viene solennemente celebrato sia il 4 aprile che il 7 agosto. Nei paesi di San Fratello e Acquedolci il nome Benedetto è uno dei nomi più diffusi e San Benedetto è ritenuto illustre "concittadino".

### Celebrazioni in Sudamerica

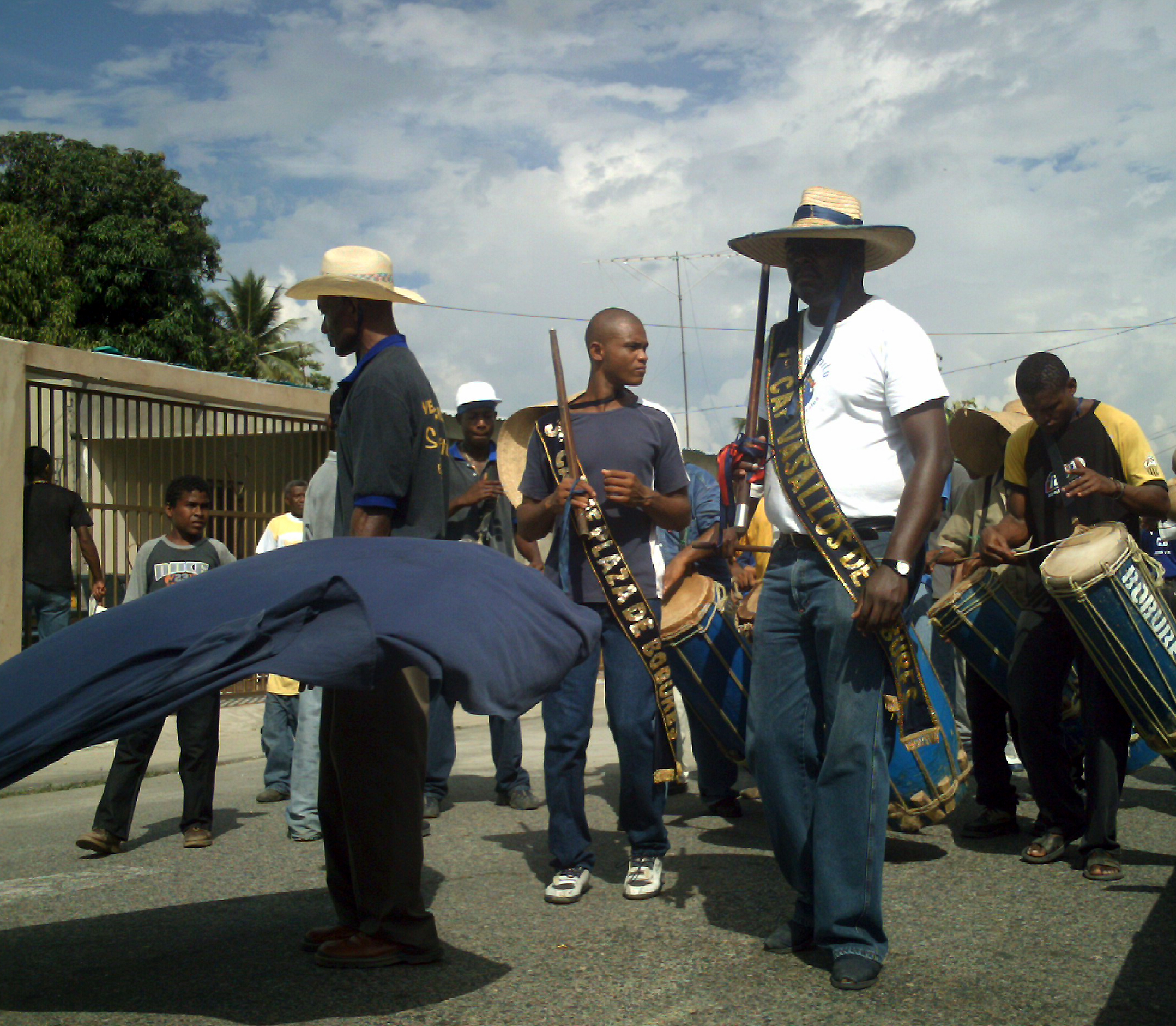
Un'immagine delle celebrazioni per san Benedetto il Moro in Venezuela

In Sudamerica il culto viene celebrato soprattutto in Brasile, in Colombia e in Venezuela nella regione chiamata Zulia, dove le celebrazioni vanno dal 27 dicembre al 6 gennaio, rito molto sentito dalle comunità di colore; il rituale ha il suo massimo splendore nella zona meridionale del lago Maracaibo. I riti celebrati sono tipici delle culture africane del Togo, Benin, Nigeria e Angola, con musiche, balli e dimostrazioni di forza.
Alla venerazione del Santo tra i discendenti degli schiavi in Sudamerica è dedicata la canzone "Fiesta de San Benito", composta da Horacio Salinas e portata al successo internazionale dal gruppo musicale cileno Inti-Illimani.

## Iconografia
L'iconografia di San Benedetto non è stata fissata da un canone. La produzione di immagini del Santo è cominciata dopo la sua morte ed è continuata seguendo la diffusione del culto a lui legato, anche in altri Paesi come la Spagna e il Portogallo e in altri continenti, in particolare in America meridionale. Per questa ragione si trovano rappresentazioni del Santo molto diverse tra loro. San Benedetto è spesso ritratto in ginocchio e con il Bambin Gesù in braccio, l'abito francescano e qualche altro attributo generico. Nelle riproduzioni devozionali, la sua figura assomiglia a quella di sant'Antonio da Padova, però di colore.
Oltre ad essere raffigurato in molte occasioni tenendo il Bambino in braccio, egli viene infatti rappresentato anche con un giglio in mano. Altre volte la figura di San Benedetto porta tra le mani un crocifisso. Altre immagini ricordano miracoli attribuiti al Santo o eventi della sua vita: nel museo nazionale di Spagna a Valladolid c’è una statua, attribuita a Gregorio Hernandez, che raffigura San Benedetto che stringe tra le mani del pane. La statua rimanda ad uno degli eventi che si narrano sulla vita del Santo, in cui Benedetto rimprovera dei confratelli che gettavano a terra dei pezzi di pane. La più antica rappresentazione del Santo e dunque probabilmente quella più fedele ai suoi reali tratti,  è il busto ligneo posto sulla cassa in cui fu collocato il suo corpo nel 1592. Una delle più antiche opere che lo raffigura si trova nella chiesa di Chiesa di Santa Maria di Monte Oliveto detta Badia Nuova di Palermo ed è dipinta da Pietro Novelli. Una statua raffigurante il santo si trova nella chiesa francescana di San Mauro a Cagliari.